# Lijst van Wetteraars
Deze lijst van Wetteraars betreft bekende personen die in de Belgische gemeente Wetteren zijn geboren, hebben gewoond of wonen.

## Geboren

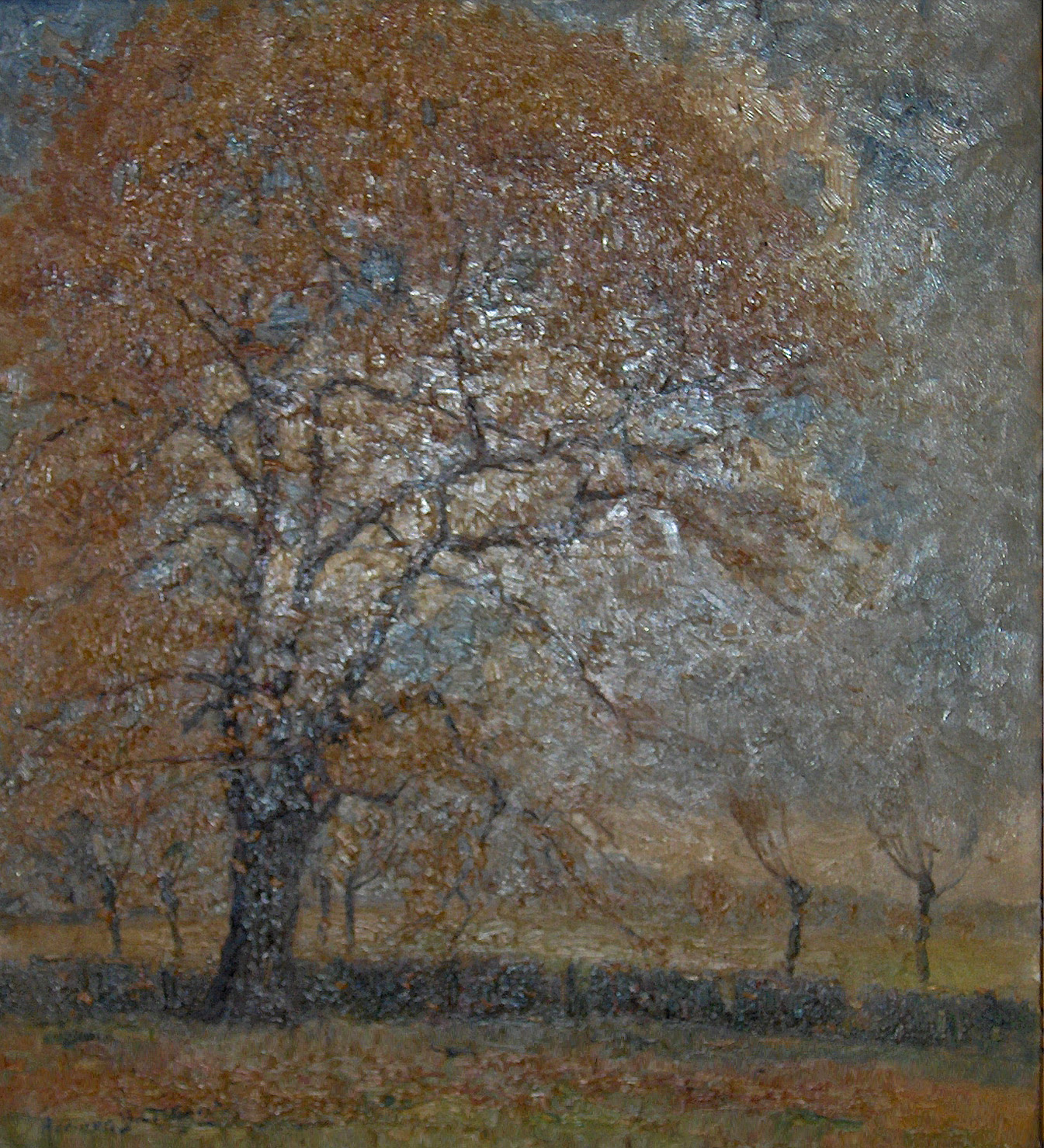
Landschap in de herfst, olieverfschilderij door Herman Broeckaert

- Pieter d'Oude Van Peteghem (1708 - 1787), eerste van de familie Gentse kerkorgelbouwers van die naam.
- Émile Storms (1846-1914), generaal, ontdekkingsreiziger Congo
- Hugo Van den Berghe (1943-2020), acteur
- Johan Braeckman (1965), filosoof, hoogleraar en humanist
- Karel de Brichy (1878-1912), beeldhouwer
- Jan Broeckaert (1837-1911), historicus, taalkundige, dichter en griffier
- Herman Broeckaert (1878-1930), schilder van de Dendermondse School en dichter, zoon van Jan
- Jef Dervaes  (1906-1986), wielrenner (o.a. winnaar Ronde Van Vlaanderen)
- Willy Rockin (1913-1981), eigenlijk Willy Achiel van Wichelen, dirigent, saxofonist en componist.
- Romain Poté (1935-2010), atleet
- Karel Remes (1795-1837), schilder
- Kris Smet (1942), actrice, presentatrice, journaliste, televisieregisseur en producer
- René Uyttendaele (1928-2003), advocaat, senator en burgemeester
- Julien De Wilde (1944), bestuurder
- Etienne Verhoeyen (1945), historicus, specialist van de Tweede Wereldoorlog en de geheime diensten in België
- Freddy De Kerpel (1948), bokser (o.a. Belgisch kampioen halfzwaargewichten)
- Jean-Pierre Baert (1951), wielrenner
- Thibaut Vandenbussche (1987), schaker
- Hanne Maudens (1997), atlete
- Siebe Deweirdt (2002), wielrenner

## Woonachtig
- Jean Jacques Philippe Vilain XIIII (1712-1777), landelijk politicus en burgemeester van Aalst en Gent
- Simon Nicolas Henri Linguet (1736-1794), Frans letterkundige, advocaat, publicist en polemist, verbleef in 1785-1786 in ballingschap te Wetteren
- Pieter-Engelbert Wauters (1745-1840), arts en wetenschappelijk auteur
- Charles Joseph François Vilain XIIII (1759-1808), militair officier (majoor) en burgemeester van Wetteren, Laarne en Schellebelle
- Karel-Lodewijk Ternest (1812-1887), pedagoog en auteur van de Uitspraakleer der Nederlandsche Taal[1]
- Emile Braun (1849-1927), ingenieur, burgemeester van Gent
- Achiel Buysse (1918-1984), wielrenner
- Wim De Craene (1950-1990), zanger en componist
- Arsène Goedertier (1876-1934), wisselagent in Wetteren en koster van de plaatselijke Sint-Gertrudiskerk, tevens vermeende dief van het paneel De rechtvaardige rechters uit Gent; verscheidene zoektochten, waaronder in 2003 in de Sint-Gertrudiskerk, leverden niets op
- Chris Van den Durpel, (1960), acteur en zanger

## Geboren of woonachtig
- Gunther Schepens (1973), voetballer (bij o.a. AA Gent, Standard Luik en Belgisch voetbalelftal)
- William van Laeken (1945), journalist (bij de VRT)
- Michel Vaarten (1957), baanwielrenner
- Stefaan Van Laere (1963), schrijver
- Nora Tilley (1952-2019), actrice
- Ann Van Elsen (1979), ex-Miss België
- Etienne Vermeersch (1934 - 2019), filosoof
- Magda Cnudde (1949), actrice
- Violet Braeckman (1996), actrice